# Breathwork
 (octobre 2023).

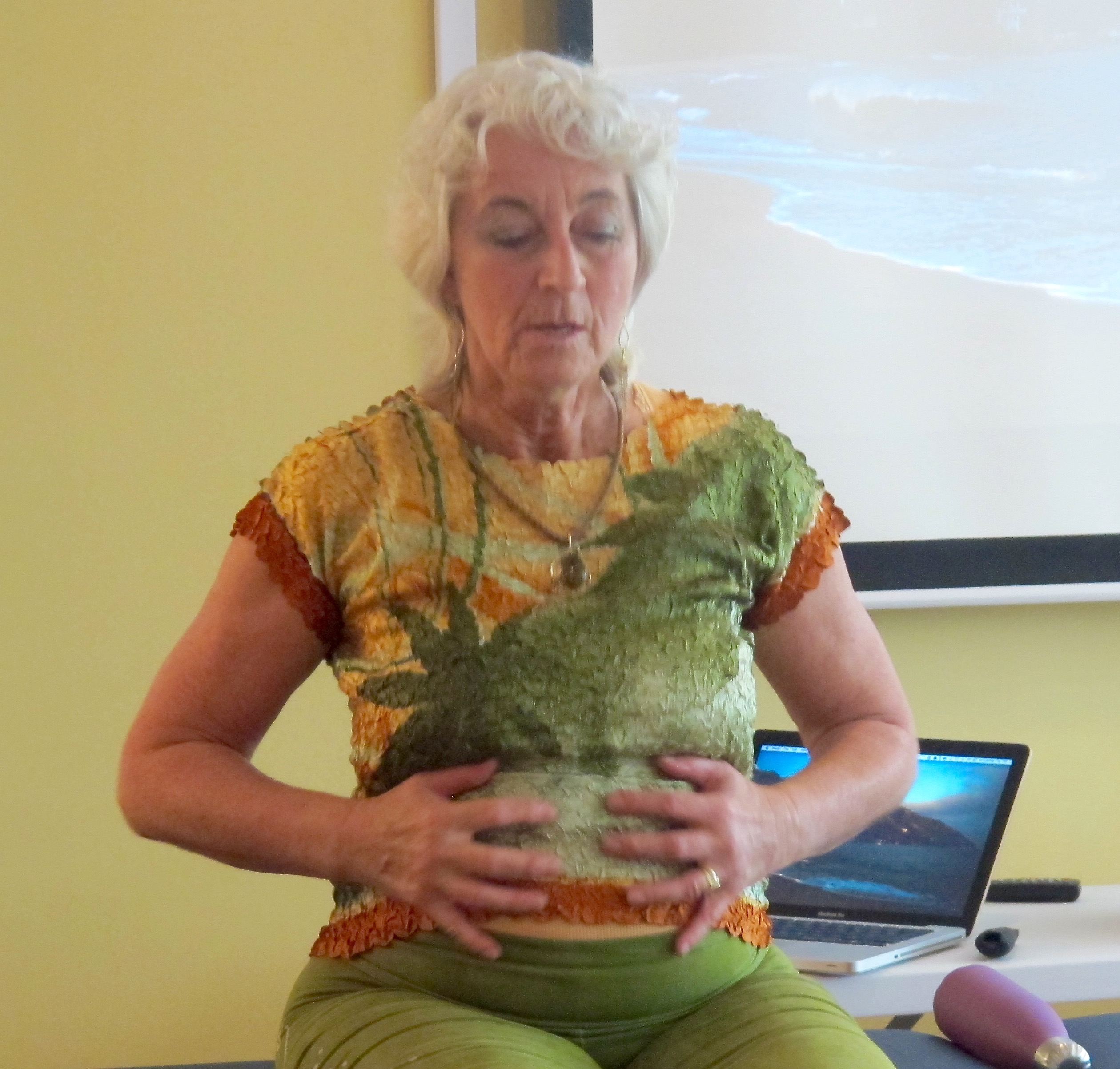
Un exercice de breathwork

Breathwork (ou travail respiratoire) est un terme désignant diverses pratiques respiratoires qui par le contrôle conscient de la respiration influence l'état mental, émotionnel ou physique d'une personne, avec en plus un éventuel effet thérapeutique. La respiration peut être utile pour  la relaxation et la diminution du stress ainsi que la méditation,. Bien qu'il y ait des affirmations selon lesquelles la respiration peut apporter d'autres avantages pour la santé, cela n'a pas encore été prouvé. Au cours d'une séance de respiration, les individus s'allongent généralement et reçoivent l'instruction de respirer en utilisant des méthodes particulières, en fonction du sous-type de respiration. En plus d'un praticien, les séances de respiration auront souvent des « assistants » présents. Les ''sitters'' sont des personnes qui apportent un soutien émotionnel ou physique à ceux qui pratiquent la respiration. La plupart des séances de respiration durent environ une heure. Les praticiens du travail respiratoire croient que le schéma particulier de respiration passive d'un individu peut conduire à des informations sur son inconscient.
Certains effets secondaires courants incluent "la somnolence, des picotements dans les mains, les pieds ou le visage et un sentiment d'altération de la conscience qui peut être pénible pour certains". Le breathwork est généralement considéré comme sûr s'il est effectué par un praticien qualifié mais, attention : il existe des contre-indications telles que les maladies cardiovasculaires, le glaucome, l'hypertension artérielle, les maladies mentales, l'asthme sévère et les troubles épileptiques, entre autres,.

## Description et sous-types
Le breathwork est l'utilisation de techniques de respiration afin d'atteindre un état de transe et d'avoir une variété d'effets sur le bien-être physique et mental. Dérivé de multiples traditions spirituelles et pré-scientifiques du monde entier, il a été introduit en Occident par Wilhelm Reich. Selon Jack Raso, la respiration est décrite par ses partisans comme une « modalité de guérison » multiforme caractérisée par une respiration stylisée. Sa prétendue finalité est d'effectuer des changements physiques, émotionnels et spirituels. Un tel processus peut prétendument "dissoudre les programmes limitants" qui sont "stockés" dans l'esprit et le corps, et augmente sa capacité à gérer plus "d'énergie". La méditation "Vipassanā" se concentre sur la respiration dans et autour du nez pour calmer l'esprit ( Ānāpānasati ).
Il existe plusieurs sous-types de respiration :
- Vivacité: Une pratique qui prétend améliorer le bien-être grâce à l'utilisation de la respiration circulaire[7],[8].
- Respiration holotropique: Une pratique qui utilise une respiration rapide et d'autres éléments tels que la musique pour mettre les individus dans des états de conscience modifiés. Il a été développé par Stanislav Grof en tant que successeur de sa thérapie psychédélique basée sur le LSD, à la suite de la suppression de l'utilisation légale du LSD à la fin des années 1960[9]. Les effets secondaires de l'aspect hyperventilation de la respiration holotropique peuvent inclure des crampes dans les mains et autour de la bouche[1]. Comme l'objectif exprimé de la respiration holotropique est d'atteindre un état altéré, il ne doit pas être tenté seul[1]. À la suite d'un rapport de 1993 commandé par le Scottish Charities Office, les inquiétudes concernant le risque que la technique d'hyperventilation puisse provoquer des convulsions ou entraîner une psychose chez les personnes vulnérables ont poussé la Fondation Findhorn à suspendre son programme de respiration[10].
- Rebirthing-Breathwork: Un processus décrit comme la libération de souvenirs d'enfance traumatisants supprimés, en particulier ceux liés à sa propre naissance[11]. Orr a proposé qu'une respiration correcte puisse guérir la maladie et soulager la douleur[12]. Orr a conçu une thérapie de renaissance dans les années 1970 après avoir soi-disant revécu sa propre naissance durant un bain[11]. Il a affirmé que les techniques de respiration pouvaient être utilisées pour purger les souvenirs d'enfance traumatisants qui avaient été refoulés[11],[13]. Rien ne prouve que les individus puissent se souvenir de leur naissance[14]. On pense que les souvenirs de la naissance d'une personne qui semblent refaire surface lors d'une pratique de rebirthing-respiration sont le résultat de faux souvenirs[15]. Le rebirthing-breathwork est l'une des pratiques critiquées par les experts anti-sectes Margaret Singer et Janja Lalich dans le livre "Crazy Therapies: What Are They? Do They Work?"[12]. Singer et Lalich écrivent que les partisans de telles pratiques "bizarres" sont fiers de leur approche non scientifique, et que cela trouve la faveur d'une clientèle irrationnelle[12]. En 2006, un panel composé de plus d'une centaine d'experts a participé à une enquête sur les traitements psychologiques ; ils considéraient que la thérapie de renaissance était discréditée[16].
- Autres: Il existe de nombreux autres types de respiration qui ont émergé au cours des dernières décennies, notamment la respiration intégrative, la respiration transformationnelle, la respiration chamanique, la respiration connectée consciente, la respiration radieuse, la respiration Zen Yoga.

### Évaluations systématiques
Les travaux pour évaluer concrètement selon les méthodes scientifiques l’efficacité de  ces techniques demeurent peu nombreux. Un travail de recension systématique des études a été réalisé en 2018, puis un autre en 2022,. Une des conclusions est que ce travail respiratoire peut apporter des bénéfices, mais que des confirmations par davantage de recherche d’évaluation serait souhaitable.
Une publication de 2023 basée sur une méta-analyse conclut que le travail sur la respiration peut se révéler efficace pour améliorer le stress et la santé mentale telles que rapportés par les sujets. Les auteurs appellent toutefois à la prudence et au développement d’approches de recherche plus nuancées que celles conduites jusqu’à présent,.

### Voie neuronale de l’efficacité supposée
Zaccaro et une équipe de neuroscientifiques italiens ont cependant démontré que la respiration nasale a un effet modulateur sur les fonctions cérébrales intégratives et par conséquent sur la conscience. Cet effet est selon ces auteurs soutenu par la sensibilité mécanique de l'épithélium olfactif, complétée par d'importantes projections entre le bulbe olfactif et le cortex préfrontal.
Ils ont constaté que les études antérieures sur la respiration nasale lente, pratiquée dans le contexte des pratiques contemplatives mettaient en avant le rôle fondamental de la stimulation vagale respiratoire, mais accordait peu d'attention à la stimulation mécanique de l'épithélium olfactif. Pour clarifier les effets respectifs de ces deux voies nerveuses (d’une part stimulation de l'épithélium olfactif (propre à la respiration nasale) et d’autre part stimulation vagale respiratoire (communs à la respiration nasale lente et à la respiration buccale)), les auteurs ont étudié les effets psychophysiologiques (paramètres cardio-respiratoires et électroencéphalographiques) et phénoménologiques (état de conscience perçu) après la pratique respiratoire chez 12 méditants expérimentés. Ils ont en particulier comparé les effets de la respiration nasale à ceux observés après une session de respiration buccale au même rythme respiratoire, ainsi qu'à ceux liés à un état de repos.
Leur conclusion est que la pratique respiratoire a induit (1) un ralentissement des activités électroencéphalographiques (bandes delta-thêta) dans les régions préfrontales, (2) une augmentation généralisée de la connectivité en thêta et haute-bêta complétée par une augmentation du couplage phase-amplitude entre les deux bandes dans les régions préfrontales et postérieures appartenant au réseau du Mode par Défaut, (3) une augmentation de la "small-worldness" des réseaux haute-bêta, (4) une perception accrue d'être dans un état de conscience non-ordinaire.
Ces résultats suggèrent fortement que les effets de cette pratique, au-delà de la stimulation vagale, sont principalement attribuables à la stimulation de l'épithélium olfactif. En conclusion, la respiration lente, telle que pratiqué par ces méditants, module leur activité cérébrale et par voie de conséquence leur expérience subjective jusqu'à induire un état de conscience non-ordinaire.